# Miss Saigon
Miss Saigon è un musical di Claude-Michel Schönberg e Alain Boublil, ispirato a Madama Butterfly di Puccini.
Lo spettacolo, prodotto da Cameron Mackintosh, con musiche di Schönberg, testi di Boublil e Richard Maltby Jr, libretto di Schönberg e Boublil e regia di Nicholas Hytner, ha debuttato al Theatre Royal di Londra il 20 settembre 1989, chiudendo dopo 4264 rappresentazioni il 30 ottobre 1999. L'11 aprile 1991, la produzione americana ha aperto al Broadway Theatre di New York, chiudendo il 28 gennaio 2001, dopo 4092 rappresentazioni. Il musical rappresenta il secondo maggior successo di Schönberg e Boublil dopo Les Misérables ed è tra i primi dieci più grandi successi della storia del musical (ne sono state realizzate, in tutto il mondo, ben trenta produzioni).
Il cast originale includeva Lea Salonga (Kim), Jonathan Pryce (l' "ingegnere"), Simon Bowman (Chris), Claire Moore (Ellen) e Peter Polycarpou (John). Nel 2014 il musical è stato riproposto sulle scene del West End con Eva Noblezada e Tanya Manalang nel ruolo di Kim, Alistair Brammer (Chris), Jon Jon Briones (l'Ingegnere) e Rachelle Ann Go (Gigi).
Lo spettacolo ha vinto un Olivier Award e tre Tony Award, ricevendo apprezzamenti quasi unanimi per le interpretazioni di Jonathan Pryce e Lea Salonga.

## La trama

### Atto primo
La storia inizia un venerdì sera dell'aprile 1971 a Saigon. Nel Backstage del Dreamland (un locale equivoco frequentato da soldati americani) un gruppo di ragazze si sta preparando per lo spettacolo. Il proprietario del locale, un losco individuo che si fa chiamare "Engineer", porta una nuova ragazza, Kim, di diciassette anni appena arrivata dalle campagne devastate dai bombardamenti, dove ha perso l'intera famiglia (Overture: Back Stage Dreamland).
L'imminenza della caduta di Saigon si fa sentire, e mentre le ragazze sperano di trovare un soldato americano che le porti fuori dal paese, Engineer spera di ottenere un visto per andare negli USA.
Le ragazze entrano in scena e parte il concorso per votare "Miss Saigon".
Il locale è pieno di marine (The Heat Is On In Saigon). Tra loro due amici, Chris e John, preoccupati per l'andamento della guerra e l'avvicinarsi dei Viet Cong. Appena Kim entra in scena, Chris resta colpito dalla ragazza e chiede a John di presentargliela.
Gigi (una delle ragazze del Dreamland) vince il titolo di "Miss Saigon" ed esprime la sua speranza di fuggire in USA per avere una vita migliore (The movie in my mind).
John paga Engineer per fare in modo che Kim e Chris prima si conoscano e poi passino la notte insieme (The Transaction/The Dance).
Al risveglio nella camera di Kim, Chris si accorge di quanto sia innamorato della ragazza proprio adesso che sta per lasciare Saigon (Why God Why?). Al risveglio della ragazza, Chris le offre del denaro, ma lei rifiutandolo gli racconta delle tragedie che ha vissuto e che per lei non ci sarà futuro a parte quello offertole dal Dreamland (This Money's Yours).
Chris le chiede di vivere insieme (Sun and Moon) così decidono di dichiarare il loro amore secondo il rito vietnamita, davanti a tutti i loro amici.
Chris chiama John all'ambasciata dicendo che rimarrà qualche giorno con Kim. John gli ricorda che gli eventi stanno precipitando e che saranno presto evacuati (The Telephone Song).
Gigi e le altre ragazze del bar organizzano la cerimonia "nuziale" (The Wedding Ceremony Dju Vui Vai) recitando le formule di rito davanti ai loro amici, ma durante la festa arriva Thuy, il fidanzato di Kim (Thuy's Arrival). Deciso a riportarla al villaggio, le ricorda le promesse di matrimonio decise dai loro genitori, ma Kim gli ricorda che i loro genitori sono morti e che le promesse non sono più valide. Thuy le predice l'imminente caduta di Saigon e la sua intenzione di farla comunque sua.
Chris conferma a Kim che la porterà in America promettendole, ricambiato, eterno amore (The Last Night Of The World).
Passano 3 anni, i Vietcong festeggiano l'anniversario della presa di Saigon (The Morning of the Dragon). Engineer torna da tre anni di lavori forzati, anche se in fondo è rimasto lo stesso ambiguo personaggio di prima. Thuy, che è diventato Commissario del Popolo, raggiunge Engineer e gli comanda di ritrovare Kim scomparsa tre anni prima, durante la presa di Saigon.
Kim intanto vive in una casupola con altre persone e, sognando di essere con Chris ogni notte, aspetta ancora che lui venga a prenderla per portarla in America. Dall'altra parte dell'Oceano Ellen dorme accanto a suo marito Chris e soffre per gli incubi che egli vive ogni notte ripetendo sempre "Kim" (I Still Believe).
Engineer riesce a rintracciare Kim (Back In Town) e a portare Thuy all'abitazione della ragazza. Thuy le conferma l'intenzione di volerla sposare, ma Kim le dice di essere ancora innamorata di Chris e di aspettarlo ancora. Thuy insiste e lei gli rivela che ha un bambino Tam, figlio del suo amore per Chris. L'orgoglio e la gelosia acceca Thuy che tenta di uccidere Tam. Kim si mette in mezzo, spara con una pistola e uccide Thuy (Thuy's Death/ You Will Not Touch Him).
Spaventata dall'accaduto Kim si mette alla ricerca di Engineer il quale è già tornato ai propri affari (If You Want To Die In Bed). Gli confessa l'accaduto e la volontà di lasciare il paese con Tam. Engineer, sicuro che il figlio di Chirs possa procurargli un visto per l'America, riesce ad imbarcarsi con Kim e Tam su una barca di derelitti, diretta a Bangkok. Kim assicura Tam sul proprio futuro (I'd Give My Life For You)

### Atto secondo
John lavora per un'associazione benefica "Bui-Doi" incaricata di rintracciare i figli dei soldati americani concepiti in Vietnam, durante la guerra (Bui Doi).
John comunica a Chris che Kim è viva, ed è a Bangkok rivelandogli anche del figlio Tam, finora a Chris sconosciuto. Chris è spaventato: sicuro che non avrebbe mai più rivisto Kim si è rifatto una vita con Ellen. John gli suggerisce di confessare la verità, e di trovare insieme una soluzione.
Nel frattempo Engineer lavora come portiere in un nightclub "Le Moulin Rouge" (What a Waste).
John rintraccia sia lui che Kim dicendo loro che Chris sta arrivando, omette però che ora è sposato (Please/Chris Is Here).
Mentre Kim aspetta di rivederlo, si addormenta e le appare il fantasma di Thuy. Insieme ripercorrono i momenti della caduta di Saigon (Kim's Nightmare): appena John ottiene il visto per entrambi, lascia Kim a casa con la sua pistola. Le assicura che avrebbe pianificato tutto, ma all'arrivo all'ambasciata trova il panico: gente attaccata ai cancelli e l'intera ambasciata in piena evacuazione. Nel caos Kim arriva quando i cancelli sono ormai chiusi e tra l'immensa folla non riesce a ritrovare Chris. Anche Chris la cerca disperatamente ma viene caricato con la forza sull'ultimo elicottero che lascia Saigon, lasciando così da sola Kim
Al risveglio Kim decide di andare a cercare Chris, ma invece dell'uomo trova Ellen e scopre così del matrimonio, vedendo andare in fumo tutti i suoi sogni e i suoi piani per sé e soprattutto per Tam (Room 317).
Ellen dal canto suo è molto preoccupata: non si aspettava di trovare una donna così innamorata e che sarà comunque parte della vita di Chris (Now That I've Seen Her). Chris la riassicura e dopo aver confessato tutti i suoi sentimenti per lei le dice di voler comunque prendersi cura di Tam assicurandogli il miglior futuro possibile a Bangkok (The Confrontation)
Kim intanto dice a Tam che vivrà una vita felicissima in America e prepara tutte le sue cose. Anche Engineer è certo di andare negli USA e già si vede nella terra delle mille opportunità (The American Dream)
Mentre Chris sta arrivando, Kim fa uscire di casa Tam e si uccide con la pistola di Chris.
Chris, sentendo gli spari, la raggiunge e Kim muore tra le sue braccia.
Il sogno d'amore di Kim è svanito ma è riuscita ad assicurare il futuro di Tam, che esce di scena tra le braccia di Chris ed Ellen.

## Brani musicali

### Primo Atto
- Overture/Backstage Dreamland - Gigi, Kim, The Engineer, and Bar Girls
- The Heat is On in Saigon - Soldiers, Bar Girls, The Engineer, Kim, John, Chris, and Gigi
- The Movie in My Mind - Gigi, Kim, and Bar Girls
- The Transaction - The Engineer, John, Soldiers, Chris, and Kim
- The Dance - Kim, Chris, and The Engineer
- Why, God, Why? - Chris
- This Money's Yours - Chris and Kim
- Sun and Moon - Kim and Chris
- The Telephone Song - Chris and John
- The Deal - The Engineer and Chris
- The Wedding Ceremony - Gigi, Kim, Bar Girls, and Chris
- Thuy's Arrival - Thuy, Chris, and Kim
- Last Night of the World - Chris and Kim
- The Morning of the Dragon - Soldiers, The Engineer, Two Guards, and Thuy
- I Still Believe - Kim and Ellen
- Back in Town - The Engineer, Kim, Thuy, and Soldiers
- Thuy's Death/You Will Not Touch Him - Thuy and Kim
- This is the Hour - Chorus
- If You Want to Die in Bed - The Engineer
- Let Me See His Western Nose - Kim and The Engineer
- I'd Give My Life for You - Kim

### Secondo Atto
- Bui Doi - Chorus and John
- The Revelation - Chris, John, and Ellen
- What a Waste - The Engineer, Hustlers, Tourists, John, and Kim
- Please - John and Kim
- Chris is Here - The Engineer, Kim, Club Owner, and John
- Kim's Nightmare - Thuy
- Fall of Saigon - Soldiers, Chris, Kim, John, and Citizens
- Sun and Moon (Reprise) - Kim
- Room 317 - Kim and Ellen
- It's Her or Me - Ellen
- The Confrontation - Chris, Ellen, and John
- Paper Dragons - The Engineer and Kim
- The American Dream - The Engineer
- This is the Hour (Reprise) - Kim
- Finale - Chris and Kim

## Lo spettacolo

### Personaggi
- Kim (mezzosoprano): diciassettenne ragazza orfana da poco, e costretta a lavorare nel “Dreamland”. Corrisponde a Butterfly nell'opera originale.
- Ingegnere/Van Tran Dinh (baritono): Simpatico proprietario del “Dreamland”, di origini francesi e vietnamiti. Corrisponde a Goro nell'opera originale.
- Christopher “Chris” Scott (tenore): Sergente dell'esercito americano che lascia Saigon per tornare negli U.S.A. Corrisponde a Pinkerton.
- John Thomas (tenore/baritono): Console, amico di Chris. Corrisponde a Sharpless.
- Thuy (tenore): Cugino di Kim e suo promesso sposo da quando aveva tredici anni. Ufficiale del governo comunista vietnamita. Ricopre il ruolo sia di Bonzo, sia del Principe Yamadori
- Ellen (soprano): Moglie americana di Chris. Corrisponde all'originale Kate.
- Gigi Van Tranh (contralto): Una dura spogliarellista originalmente votata come “Miss Saigon”.
- Tam (mimo): Figlio di tre anni di Chris e Kim. Corrisponde a Dolore.

## Adattamento cinematografico
Il 21 ottobre 2009, fu pubblicato che la versione cinematografica del musical era al primo stadio di sviluppo e che la produttrice Paula Wagner stava discutendo con il produttore originale del musical Cameron Mackintosh per creare una versione cinematografica del medesimo. Si disse che il film sarebbe stato girato in Vietnam, probabilmente ad Ho Chi Minh City (la ex Saigon).
Cameron Mackintosh riferì che la versione cinematografica di Miss Saigon dipendeva dal gradimento che avrebbe avuto il film Les Misérables. Nell'agosto 2013, il regista Lee Daniels annunciò le speranze d'iniziare un adattamento cinematografico.
Il 27 febbraio 2016, all'ultima rappresentazione londinese di Miss Saigon, Mackintosh accennò che l'adattamento cinematografico stava per essere prodotto quando disse che "Piuttosto prima che poi, il film sarà nelle mie intenzioni". Infatti, in occasione del "25º anniversario" della rappresentazione di Miss Saigon (2014) a Londra l'opera fu cinematografata prevedendone la diffusione nell'autunno.